# 史密斯維爾 (密西西比州)
史密斯維爾（英語：Smithville）是位於美國密西西比州門羅縣的城鎮。

## 人口
根據2020年美國人口普查的數據，史密斯維爾的面積為4.17平方千米，當中陸地面積為3.84平方千米，而水域面積為0.32平方千米。當地共有人口509人，而人口密度為每平方千米122人。